# 碆霊の如き祀るもの
『碆霊の如き祀るもの』（はえだまのごときまつるもの）は、三津田信三による日本の推理小説・ホラー小説。刀城言耶シリーズの第7長編。

## ストーリー
険しい海岸沿いに貧しい漁村が点在する強羅地方では4つの怪談が伝えられていた。江戸時代、漁に出た少年が海上で亡者の首に追い回される『海原の首』。明治時代、海岸の物見櫓で瞑想中の僧が不気味な気配に迫られる『物見の幻』。昭和初期、竹林の迷宮に迷い込んだ女性が魔物と遭遇する『竹林の魔』。そして戦後（作中における数か月前）、車で山道を急ぐ会社員が怪異に追跡される『蛇道の怪』。
これらの怪談に興味を持った刀城言耶と祖父江偲、言耶の後輩で強羅地方出身の大垣秀継の3人は、取材のため現地の犢幽村を訪れる。そして『竹林の魔』の舞台となった竹林宮を訪れたところ、まるで怪談を再現するかのごとく一人の男が餓死していた。その後も立て続けに怪事件が発生し、それらは全て4つの怪談話との関連性を思わせる状況であるうえに、「開かれた密室」で起きた密室殺人事件と言えるものだった。
事件の目撃者となった言耶は捜査を開始するが、その影にはこの地方に纏わる伝承や怪異だけではなく、強羅地方の市町村合併、村での男女関係など、様々な要因が絡み合っていることが発覚する。果たして言耶は事件の犯人を暴くことが出来るのか。村で信仰される「碆霊様」とそれが遣わすと言われる「唐食船」とは何なのか。そして言耶は何故、この事件の記録を後年まで非公開としていたのか。

## 登場人物
刀城 言耶（とうじょう げんや）
行く先々で怪事件に遭遇し、それを解決した名探偵として知られる幻想作家。
祖父江 偲（そふえ しの）
怪想舎で言耶の担当編集者を務める若い女性。恒例のごとく言耶の旅に同行した。
大垣 秀継（おおがき ひでつぐ）
言耶の大学の後輩、かつ英明館での担当編集者になった生真面目な男性。言耶に故郷の怪談を紹介し、強羅地方へ案内した。
篭室 岩喜（かごむろ がんき）
言耶たちが宿泊した笹女神社の宮司で、強羅五人衆と呼ばれる有力者の一人。第二の事件で物見櫓から転落して行方不明となる。
篭室 篠懸（かごむろ すずかげ）
岩喜の孫で笹女神社の巫女。美しく心優しいので秀継や将に想いを寄せられている。第三の事件で容疑者にされてしまう。
亀茲 将（きじ まさる）
竹屋の屋号を持つ竹職人。篠懸に婚約を迫るも断られ、秀継や岩喜を逆恨みしていた。第三の事件で銛に刺されたうえ、岩で殴打され殺害された。
亀茲 竹利（きじ たけとし）
将の甥。言耶が名探偵だと知って懐いた幼い少年。
由松（よしまつ）
駐在所の巡査部長。勝手な行動を取る言耶に悪印象を抱く。
蓬莱（ほうらい）
物見櫓付近の小屋に住む顔を隠した女性浮浪者。代替わりのように同様の浮浪者が現れるらしく『物見の幻』に同名の男性が登場する。
及位 廉也（のぞき れんや）
強羅地方を調査していた悪質な民俗学者。第一の事件で、手足が自由な状態にも拘らず迷宮のような竹林の中で餓死していた。
大垣 秀寿（おおがき ひでとし）
閖揚村で代々庄屋を務める大垣家の長で秀継の祖父。強羅五人衆の一人。第四の事件で首吊り死体となって発見される。
垣沼 亨（かきぬま とおる）
大垣家の没落した分家の者。及位の要請を受け、強羅新四人衆として市町村合併に反対していた。
真海（しんかい）
犢幽村にある竺磐寺の住職。寺に及位を宿泊させていた。生臭坊主として知られる。
米谷（よねたに）
塩飽村の医者で、強羅五人衆の一人。
井之上（いのうえ）
石糊村の村長で、強羅五人衆の一人。
善堂（ぜんどう）
磯見村にある鹿杖寺の住職で、強羅五人衆の一人。
御堂島（みどうしま）
県警察本部の警部。言耶が以前の事件で知り合った鬼無瀬警部の知人で、言耶の捜査力を試しつつ情報を与える。
久留米 三琅（くるめ さぶろう）
日昇紡績の役員。事情通で強羅地方の市町村合併に関する情報に詳しい。『蛇道の怪』にも登場する。
阿武隈川 烏（あぶくまがわ からす）
言耶の先輩の民俗学者。
伍助（ごすけ）
『海原の首』の主人公。江戸時代、貧しく過酷な犢幽村で漁師として働いていた少年。
浄念（じょうねん）
『物見の幻』の主人公。明治期、竺磐寺で小坊主として修業していた青年。
多喜（たき）
『竹林の魔』の主人公。戦前、他の地方から毒消し売りとして行商に来た少女。
飯島 勝利（いいじま かつとし）
『蛇道の怪』の主人公。戦後、閖揚村のアパートで暮らし始めた日昇紡績の会社員。